# Bignè
Bignè o bignola (adattamento del francese beignet, [bɛˈɲɛ]) è una piccola pasta dolce di forma tondeggiante, talvolta allungata (in questo caso si chiama éclair). I bignè si preparano in due modi completamente diversi: i bignè fritti e i bignè ripieni.

## Il bignè fritto
È la forma originaria del dolce, diffusa in numerosi paesi d'Europa. È formato da una pasta di farina, uova, latte, zucchero, burro, liquore e lievito che viene divisa in piccole forme, successivamente fritte e spolverate di zucchero a velo. In molte regioni è un tipico dolce di carnevale. 
Una versione differente del bignè fritto è tipica delle zone cajun degli Stati Uniti d'America, molto famosa a New Orleans. In questa versione, di nota derivazione francese, il bignè è un dolce quadrato fritto. Si ricava da una pasta lievitata che viene stesa con il mattarello, tagliata in quadrati che vengono fritti in olio di semi di cotone e spolverati di zucchero a velo. È un dolce comune e amato, reperibile nelle caffetterie, cui ci si riferisce impropriamente come doughnuts, sebbene questo termine indichi nel resto degli stati anglofoni la ciambella dolce, fritta e glassata.

## Il bignè ripieno
È un piccolo dolce composto da un guscio di pasta choux ripieno di creme variamente aromatizzate, diventata famosa dalla Belle Époque in poi. La pasta choux, inserita in una tasca da pasticcere, con bocchette di vario diametro e scanalatura, viene spremuta in piccole quantità su una placca da forno e cotta. Al variare delle bocchette e delle forme impresse, si ottengono diversi risultati estetici. I gusci di bignè cuociono in poco tempo a temperature intorno ai 200º e nel cuocere si gonfiano divenendo leggeri e cavi all'interno. Questa cavità viene riempita di farcitura; successivamente il dolce viene coperto di glassa. A seconda del ripieno assumono un nome preciso, che spesso viene usato solo in alta pasticceria.
Tra i più famosi ricordiamo i cavolini genovesi. 
Tuttavia, poiché la pasta choux è di gusto neutro, il bignè viene spesso farcito salato, ad esempio con salsa besciamella, crostacei, funghi o fondute di formaggio e servito come stuzzichino per buffet o aperitivi. 
La dimensione del bignè dolce può variare da un diametro di 10 – 12 cm alle dimensioni di una noce, tipiche della pasticceria minuta in uso specialmente in Piemonte. Il bignè salato è solitamente piccolo, tra i 3 e i 6 cm di diametro. Vi si fa riferimento anche con il nome di choux o bignola. Quest'ultimo termine, però, può trovarsi anche applicato alle ricette tradizionali del bignè fritto.

## Bignè di san Giuseppe
I bignè di san Giuseppe sono dei dolci simili ai più comuni bignè alla crema. Possono essere cotti al forno o fritti. In alcune regioni italiane vengono chiamati "zeppole".